# Scalpellum hungaricum
Scalpellum hungaricum är en kräftdjursart som beskrevs av Szorenyi 1934. Scalpellum hungaricum ingår i släktet Scalpellum och familjen Scalpellidae. Inga underarter finns listade i Catalogue of Life.